# Szańków-Kolonia
Szańków-Kolonia (prononciation : [ˈʂaɲkuf kɔˈlɔɲa]) est un village polonais de la gmina de Łosice dans le powiat de Łosice de la voïvodie de Mazovie dans le centre-est de la Pologne.
Il se situe à environ 5 kilomètres au sud de Łosice (siège de la gmina et du powiat) et à 119 km à l'est de Varsovie (capitale de la Pologne).

## Histoire
De 1975 à 1998, le village appartenait administrativement à la voïvodie de Biała Podlaska.